# Ferdinando Bonazzi (aviatore)
Ferdinando Bonazzi (Reggio Emilia, 4 marzo 1886 – Due Carrare, febbraio 1919) è stato un aviatore e militare italiano, particolarmente distintosi durante la prima guerra mondiale. Decorato con la Croce di Cavaliere dell'Ordine militare di Savoia, tre Medaglie d'argento e una di bronzo al valor militare.

## Biografia
Nacque a Reggio Emilia il 4 marzo 1886. Dopo un primo periodo di studi nella sua città natale, decise di arruolarsi nel Regio Esercito. Assegnato all'arma di fanteria venne inviato in Libia dove, nel corso della guerra italo-turca, prese parte alla battaglia di Ettangi.
Al termine del conflitto fu rimpatriato e chiese di conseguire il brevetto di pilota per andare a far parte del primo nucleo di piloti dell'aviazione militare italiana, il Corpo Aeronautico Militare. Nel 1914 fu promosso tenente, assegnato alla 12ª Squadriglia da ricognizione e combattimento con sede a Verona che poi si mobilitò il 6 giugno 1915 spostandosi ad Asiago.
Il 15 luglio assunse il comandò della 12ª, e da dicembre dello stesso anno della 1ª Squadriglia da ricognizione e combattimento.
Nel frattempo la situazione politica internazionale si era complicata. A seguito dell'assassinio dell'arciduca Francesco Ferdinando del 28 giugno 1914 l'Impero austro-ungarico dichiarò guerra al Regno di Serbia, preludio all'inizio della prima guerra mondiale. Dopo un primo periodo di neutralità il Regno d'Italia decise di schierarsi a fianco delle tre grandi potenze della Triplice intesa ed entrò ufficialmente nel conflitto il 24 maggio 1915.
Dall'aprile 1916 divenne comandante della 31ª Squadriglia e nell'ottobre successivo fu promosso maggiore assumendo il comando del IV Gruppo (da bombardamento) Caproni operando sul fronte italiano e volando per tutto il mese di novembre 1917 con la 1ª Squadriglia Caproni guidando ogni missione. Durante il conflitto si distinse per alcune azioni sui cieli del monte Grappa e per un'impresa che gli varrà una decorazione conferitagli da Leopoldo III del Belgio. In occasione della ritirata italiana, causata dall'esito negativo della battaglia di Caporetto,  riuscì con il suo gruppo di volo a spostare tutti i velivoli basati sul campo d'aviazione di Pordenone raggiungendo Padova. Ciò gli valse la concessione di una Medaglia d'oro assegnatagli dall'allora Re del Belgio Alberto I.
In seguito fu assegnato alla neo-costituita 87ª Squadriglia Aeroplani che chiese subito fosse trasferita sul un nuovo campo di aviazione creato di San Pelagio Qui conobbe ed ebbe modo di stingere amicizia con Gabriele D'Annunzio, pianificando con lui ed il gruppo lo storico volo su Vienna.
Sopravvissuto alle vicende belliche,  morì nel febbraio 1919, durante un volo di collaudo nei dintorni del campo di aviazione di San Pelagio (frazione del comune di Due Carrare).

## Riconoscimenti
Gli venne inizialmente dedicato il Campo di volo di Campoformido, che fu poi dedicato a Luigi Gabelli.
Alla sua memoria, nel 1939, all'atto dell'inaugurazione del campo di volo in erba precedentemente creato per provare i velivoli delle adiacenti Officine Reggiane, venne intitolato l'aeroporto di Reggio Emilia.

### Annotazioni
1. ↑  Nuova denominazione assunta della ex 1ª Squadriglia da ricognizione e combattimento che comandava dal 19 dicembre 1915.
2. ↑  Un aeroporto militare ora scomparso situato in una frazione dell'attuale comune padovano di Due Carrare.

### Fonti
1. 1 2 3 4 5 6 7   Biblioteca Panizzi - Fototeca, Settembre-dicembre 2006 [collegamento interrotto], su Biblioteca Panizzi, http://panizzi.comune.re.it/biblioteche/panizzi.nsf?OpenDatabase. URL consultato il 18 febbraio 2012.
2. ↑   Alfredo D'Agostino, Il campo Fernando Bonazzi a Campoformido (PDF), in L'Ala d'Italia, Anno VI, 15 luglio 1927. URL consultato il 19 febbraio 2012 (archiviato dall'url originale il 16 agosto 2016).
3. ↑   Romano Pezzi, La lunga storia del Campovolo (PDF)[collegamento interrotto], Reggio Emilia, Stampa Reggiana , ottobre 2007,  p. 8. URL consultato il 18 febbraio 2012.
4. ↑  Bollettino Ufficiale 1919, disp.32, pag.2260.
5. ↑   Bonazzi Fernando, Cavaliere Ordine Militare d'Italia, su Il sito ufficiale della Presidenza della Repubblica, http://www.quirinale.it/. URL consultato il 19 febbraio 2012.
6. 1 2 3 4   Il Maggiore Ferdinando Bonazzi, su Refly Flying Club, http://www.refly.it, 31 ottobre 2008. URL consultato il 18 febbraio 2012 (archiviato dall'url originale il 23 aprile 2011).
7. 1 2 3 4   Archivio Istoreco, su Istoreco, http://www.istoreco.re.it/default.asp?folder=Home&page=ITA. URL consultato il 18 febbraio 2012 (archiviato dall'url originale il 19 ottobre 2011).